# Здохни, коханий (фільм)
«Здохни, коханий» (англ. Die, My Love) — американський кінофільм у жанрі чорної трагікомедії, зрежисований Лінн Ремсі у 2025 році, її перший фільм за 8 років. Екранізація однойменного іспаномовного роману Аріани Гарвіч.
Головні ролі виконали Дженніфер Лоуренс і Роберт Паттінсон. Прем'єра відбулась в основній конкурсній програмі Каннського кінофестивалю 17 травня 2025 року, де фільм був переважно позитивно оцінений світовими кінокритиками, які виокремлювали «найкращу роль в житті» Дженніфер Лоуренс.

## Сюжет
Фільм охоплює теми післяпологової депресії та біполярного розладу. Подружжя Грейс і Джексон з Нью-Йорку переїжджають в усамітнений лісовий будиночок у Монтані. Незабаром Грейс народжує сина, проте з його появою та на тлі руйнування шлюбу у неї з'являються суттєві проблеми з психічним здоров'ям. Намагання написати дебютну книгу, «великий американський роман», також завершуються нічим…

## У ролях
- Дженніфер Лоуренс — Грейс
- Роберт Паттінсон — Джексон
- Лейкіт Стенфілд — Карл
- Сіссі Спейсек — Пем, мати Джексона
- Нік Нолті — Гаррі, батько Джексона
- Сара Лінд
- Габріель Роуз
- Філліп Левицький
- Маркус Делла Росса
- Люк Камільєрі
- Дебс Говард
- Віктор Зінк-молодший
- Том Кері
- Сейлор Макферсон

## Створення
Режисерка Лінн Ремсі прочитала роман Аріани Гарвіч за порадою Дженніфер Лоуренс. Ремсі звернулась до драматурга та сценариста Енди Волша з пропозицією написати перший чорновий варіант сценарію майбутньої екранізації. Волш назвав роман «видатним» і «дарунком для створення сценарію».
Про початок роботи над фільмом та власний ентузіазм щодо цього Дженніфер Лоуренс повідомила у листопаді 2022 року. Після початку голлівудських страйків у травні 2023 року знімальний процес був відкладений. По їх закінченню Лінн Ремсі дописала остаточний варіант сценарію. Знімання пройшли з серпня по жовтень 2024 року в канадському місті Калгарі та поблизу нього. Лоуренс була вагітна, граючи жінку з післяпологовою депресією.
Оператор Шеймас Макгарві відзняв фільм на кіноплівку шириною 35-мм у співвідношенні сторін зображення 1.33:1, надихаючись «Відразою» та «Дитиною Розмарі» Романа Поланського. «Він дійсно дуже смішний. Щонайменше я так вважаю. Але я із Глазго, тому маю вкрай чорне почуття гумору» — казала Лінн Ремсі про свій фільм.
«Здохни, коханий» наповнений музичними рок-хітами: персонажка Лоуренс гротескно танцює під Mickey співачки Тоні Безіл, у машині грає Kooks Девіда Боуї, а завершується фільм кавер-версією постпанкової пісні Love Will Tear Us Apart гурту Joy Division, виконаною самою режисеркою. Також у фільмі лунають пісні Лу Ріда та гурту Cocteau Twins.

## Сприйняття
Після завершення прем'єрного показу в Каннах аудиторія аплодувала стоячи 9 хвилин. Перші ж рецензії пророкували «Оскар» за найкращу жіночу роль та каннський приз для Дженніфер Лоуренс, «видатна» робота якої «піднесла фільм». У підсумковому вердикті критики, присутні на фестивалі, оцінили фільм середнім балом 2.5 з 4 можливих.
«Те, як Ремсі та Лоуренс досліджують травми материнства, надає цій психологічній драмі власні неспокійні ритми. … Лоуренс здійснила вулканічне перевтілення, яке, тим не менш, вкрай контрольоване та уникає театральної мелодрами» — писав Тім Грірсон з видання Screen International. Ніколас Барбер (BBC) поставив фільму 3 бали з 5, відзначив професійну режисуру Лінн Ремсі, «найкращу роль в житті» Дженніфер Лоуренс, сюрреалізм і напругу драматургії, проте назвав фільм «твором, що радше навіює настрій — один довгий нервовий зрив — не маючи при цьому сюжету».
Сама Лінн Ремсі була обурена трактуванням свого фільму критиками, заявивши:
|  | Вся ця історія з післяпологовою депресією — цілковита маячня. Фільм про стосунки, кохання та секс, які руйнуються після появи дитини. Цей фільм про творчу кризу. |